# Беатриса Саксен-Кобург-Готська
Беатриса Леопольдина Вікторія (англ. Beatrice Leopoldine Victoria; 20 квітня 1884 — 13 липня 1966) — принцеса Великобританська і Саксен-Кобург-Готська, внучка російського імператора Олександра II, після шлюбу інфанта Іспанії і герцогиня Галліерійська.

## Життєпис
Принцеса Беатриса була онукою російського імператора Олександра II і англійської королеви Вікторії, молодшою дочкою принца Альфреда, герцога Единбурзького, згодом правлячого герцога Саксен-Кобург-Готи, і великої княжни Марії Олександрівни. Вона народилася 20 квітня 1884 року в палаці Іствелл Парк у графстві Кент. Оскільки її батько був головнокомандувачем Збройних сил Великої Британії в Середземному морі, Беатриса разом із сім'єю проводила багато часу за кордоном, зокрема на Мальті. Близькі звали її Беа.

### Шлюб
1902 року Беатриса познайомилася з великим князем Михайлом Олександровичем, братом царя Миколи II і в той час спадкоємцем російського престолу (цесаревич Олексій народився 1904 року). Молоді люди сподобалися одне одному, але мусили розлучитися, оскільки православ'я забороняло шлюб двоюрідних брата і сестри.
Незабаром поширилися чутки, що Беатриса може вступити в шлюб з королем Іспанії Альфонсаом XIII, але насправді з іспанським монархом одружилася її кузина принцеса Вікторія Євгенія Баттенберзька.
На їхньому весіллі Беатриса познайомилася зі своїм майбутнім чоловіком, іспанським інфантом доном Альфонсо, 3-м герцогом Галльєрійським. У Мадриді до їхніх стосунків ставилися негативно. Інфант був першим можливим спадкоємцем Альфонса XIII, а Беатриса могла відмовитися змінити лютеранську віру на католицьку. Закоханим довелося виїхати з Іспанії в Кобург, де 1909 року вони одружилися (за двома обрядами).
У подружжя народилося троє синів:
- Альваро Антоніо Фернандо[ru] (1910—1997),
- Альфонсо Марія Крістіно (1912—1936),
- Атаульфо Алехандро (1913—1974).

1912 року Альфонс XIII дозволив подружжю повернутися до Іспанії, і вони облаштувалися в Мадриді. Саме тоді виникли чутки про зв'язок Беатриси і Альфонса. Чи справді був зв'язок — невідомо, але чутки стали відомі королеві-матері Марії Крістіні, і та попросила Беатрису залишити Іспанію. Герцогу і герцогині Галльєрійськім довелося виїхати в Англію. Через кілька років їм нарешті дозволили повернутися в Іспанію, і подружжя вирішило оселитись у фамільних володіннях дона Альфонсо, в Санлукар-де-Баррамеда.
Тридцяті роки були важким періодом для іспанської монархії. Повалення Альфонса XIII і проголошення Іспанської республіки змусили Беатрису і її чоловіка знову сховатися в Англії. 1936 року вони втратили середнього сина Альфонсо, який загинув у громадянській війні. Після війни Беатриса знову повернулася в Санлукар-де-Баррамеда, де вона померла 13 липня 1966 року. Її чоловік помер 1975 року. Молодший син помер, не залишивши потомства. Нащадки Беатриси продовжують Галльєрську лінію Орлеанського дому.